# Simon van der Meer

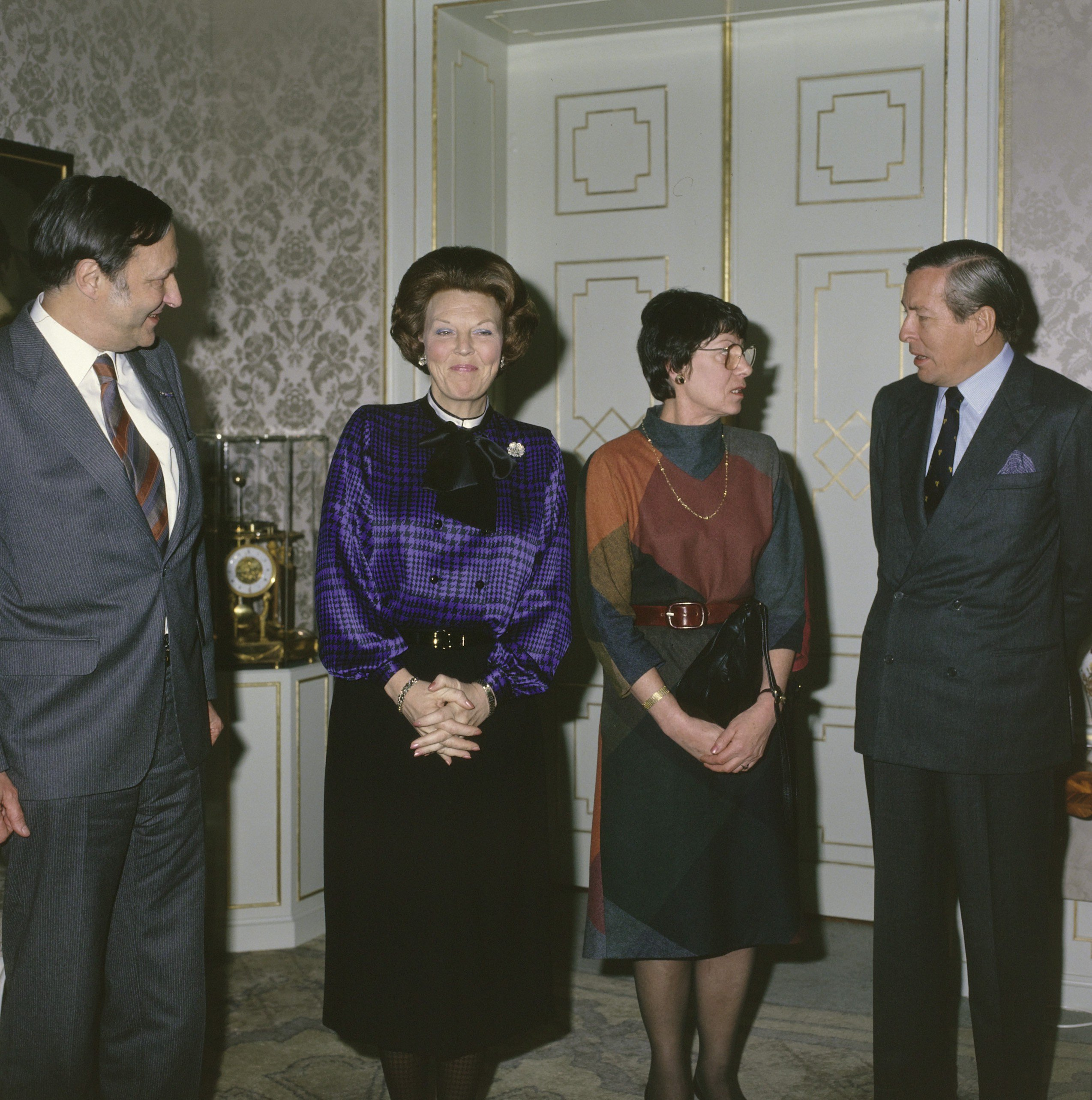
Simon van der Meer (links) mit Königin Beatrix und Prinz Claus, 1985.

Simon van der Meer (* 24. November 1925 in Den Haag; † 4. März 2011 in Genf) war ein niederländischer Physiker.

## Wirken
Van der Meer und Carlo Rubbia erhielten 1984 den Physik-Nobelpreis „für ihre maßgeblichen Beiträge bei dem großen Projekt, das zur Entdeckung der Feldpartikel W und Z, Vermittler schwacher Wechselwirkung, geführt hat“. Van der Meers Beitrag war es, dabei vorrangig die Stochastische Kühlung zu erdenken und umzusetzen.
Er studierte ab 1945 Technische Physik an der Technischen Universität Delft, wo er 1952 sein Diplom erhielt. Danach arbeitete er bis 1956 in den Philips-Forschungslaboratorien  in Eindhoven (hauptsächlich an Elektronenmikroskopen) und wechselte noch in der Gründungsphase zum CERN, wo er bis zu seiner Pensionierung 1990 angestellt war.
In den 1960er Jahren war er an Neutrinoexperimenten beteiligt, wobei er eine eigene Erfindung zur Erhöhung der Flussrate umsetzte, und ab 1965 am zweiten CERN-Experiment zur Messung des anomalen magnetischen Moments des Myons unter Francis Farley (Francis James McDonald Farley), wobei er unter anderem den Speicherring entwickelte. Nach eigenen Angaben lernte er bei letzterem Experiment nicht nur viel über Beschleunigerphysik, sondern auch über „Denkweise und Lebensstil“ der experimentellen Hochenergiephysiker. Danach war er bis in die Mitte der 1970er hauptsächlich für die Stromversorgung der Magnete am ISR (Intersecting Storage Ring) und am SPS-Synchrotron verantwortlich. 1968 entwickelte er auch erste theoretische Ideen zur Stochastischen Kühlung während der Arbeit am ISR, die von anderen weiterentwickelt und 1974 in ersten Experimenten am ISR angewandt wurde. Wichtig wurde die stochastische Kühlung, als Carlo Rubbia und andere die Verwendung des SPS als Proton-Antiproton Collider vorschlugen. Die Vorexperimente waren erfolgreich und van der Meer wurde mit R. Billinge verantwortlicher Projektleiter für die Beschleunigerkonstruktion.
Simon van der Meer ist neben Ernest Orlando Lawrence der bisher einzige Nobelpreisträger für die Physik der Teilchenbeschleuniger.
Van der Meer erhielt 1982 die Duddell Medaille des Institute of Physics und war Ehrendoktor der Universitäten von Genf und Amsterdam. Er war Mitglied der American Academy of Arts and Sciences (1984) sowie der Academia Europaea (1991) und Mitglied der Königlich Niederländischen Akademie der Wissenschaften (1984).
Er war seit 1966 verheiratet und hatte zwei Kinder.